# Marlies Medema
Marlies Medema (1973) is een Nederlandse journalist en schrijver.  

## Loopbaan
Tijdens een studiereis stuitte Medema op het historische verhaal van Anna Pannekoek, die in 1845 tegen haar zin met haar echtgenoot Arend van den Brandhof, predikant en missionaris, naar Suriname verhuisde. Het tragische verloop van deze missie leidde tot haar debuutroman Papieren paradijs in 2021.
In haar tweede roman, Lysbeth uit 2023, volgt ze een andere historische figuur, de koopmansvrouw Lysbeth Philipsdochter de Bisschop, die verwikkeld raakt in de godsdiensttwisten tussen Gomarus en Arminius in het 17e-eeuwse Holland.